# Kutbert Mayne
Kutbert Mayne, ang. Cuthbert Mayne (ur. 1544 w Youlston w pobliżu Barnstaple (Devon), zm. 30 listopada 1577 w Launceston) – święty katolicki, duchowny, męczennik.

## Życiorys
Wychowanie Kutberta powierzono jego wujowi. Opiekun był anglikańskim duchownym, a że planował przekazać podopiecznemu majątek, toteż nadał edukacji taki kierunek, że już w 1563 roku Klaubert został pastorem. Następnie wysłany został na studia na Uniwersytet Oksfordzki; tam zetknął się z katolikami. Na wezwanie Grzegorza Martina i św. Edmunda Campiona udał się do Douai, by podjąć naukę w seminarium angielskim. Trzyletni pobyt na kontynencie uwieńczyło przyjęcie święceń kapłańskich w 1576 roku.
Był pierwszym wysłanym z misją ewangelizacyjną do Anglii niezakonnikiem. Aresztowany został po rewizji przeprowadzonej przez szeryfa w obecności kanclerza biskupa 8 lipca 1577 roku. Proces przetrzymywanego w więzieniu w Launceston ks. Kutberta zakończył się wyrokiem skazującym na karę śmierci. Męczeństwo dopełnione zostało egzekucją przez włóczenie końmi, wyjęcie wnętrzności i poćwiartowanie skazańca.
Beatyfikowany przez papieża Leona XIII 29 grudnia 1888 roku, a kanonizowany w grupie Czterdziestu męczenników Anglii i Walii przez Pawła VI 25 października 1970 roku.
Jego wspomnienie obchodzone jest 29 listopada.